# Gladys María Pratz
Gladys Bisellach Carrillo de Vizcarra (Catacaos, Piura,  10 de abril de 1928-Lima, 16 de octubre de 2019), más conocida como Gladys María Pratz, fue una destacada poetisa y compositora peruana miembro de la Asociación Cultural Tallán.

## Biografía
Hija del mallorquín Andrés Bisellach Figuerola y de la peruana Gerardina Carrillo Prado, nació en el departamento de Piura, en el norte del Perú. Desde muy niña demostró su inclinación hacia la poesía escribiendo palotes poéticos que con el tiempo fueron en sonetos, versos libres y haiku, poemas que hicieron una amalgama de mensajes de amor, cuestionamiento, inquietud, rebeldía por el mundo, y por la vida.
La poesía de Gladys María tiene y conserva dos parámetros fundamentales: Lo divino y el hombre. Se casó con Godfrey Vizcarra Smith, con quien tuvo dos hijas Patricia y Catalina Vizcarra Bisellach.
Mujer autodidacta e interesada en la promoción cultural, estudió artes escénicas buscando caminos. Su que hacer artístico de poesía, canciones y promoción cultural ha sido reconocido. Su poema más destacado y leído es Soy Mujer, versos dedicados con amor para todas las mujeres del mundo, en una manifestación íntegra recogida en sus antologías. Entre las composiciones musicales que realizó destacó el conocido vals Como una Rosa Roja, un clásico de la canción escuchado en diferentes partes del mundo, y Soy Peruana, soy Piurana, ambos éxitos de los 70 interpretados por la desaparecida cantante peruana Lucha Reyes.
A lo largo de su trayectoria profesional escribió cuatro libros y publicó un casete y un CD.
Falleció en Lima, a la edad de 91 años.

## Obras y composiciones

### Literatura
Entre las obras publicadas se encuentra:
- A tí, hombre que pasas, primer libro publicado
- Así naturalmente, como el ave y la pasión (1987)
- Fuego y sombra (2001)
- Si no eterno / de qué cuenta la rosa / su fundamento, (Haiku)

### Música
- Juntemos nuestras manos, (1971) fue la primera canción que escribió[2]
- Como una rosa roja, (cinta de casete) con composiciones de la compositora y décimas de Pedro Rivarola, Germán Súnico y Diego Vicuña[1][2]
- Soy Peruana, soy Piurana, (letra y música)  vals peruano[2]
- Un nuevo corazón, (letra y música)  vals peruano[2]